# 大橋胡頹子
大橋胡頹子（学名：Elaeagnus ohashii）为胡頹子科胡頹子屬下的一个种。

## 扩展阅读
- 維基物種上的相關：大橋胡頹子